# میهن زبانی
میهن یک نیازبان در زبان‌شناسی تاریخی منطقه‌ای است که آن زبان تا پیش از تقسیم شدن به زبان‌های دختر در آن جا گفتگو می‌شده‌است. نیازبان زبان تاریخی بازسازی یا تاییدشده گروهی از زبان‌های به هم مرتبط است.
ممکن است میهن زبانی خانواده بسته به سن آن، قطعاً نزدیک (در مورد مهاجرت‌های تاریخی یا تاریخی نزدیک) شناخته شود یا بسیار نامشخص باشد (در مورد پیشاتاریخ عمیق). بازسازی میهن پیشاتاریخی در کنار شواهد درونی زبانی، از رشته‌های دیگری همچون باستان‌شناسی نیز استفاده می‌کند.